# Tsunami Democrático
Tsunami Democrático (TD) (en catalán: Tsunami Democràtic) fue una plataforma independentista catalana de España, impulsada por la sociedad civil y personalidades de la política para dar respuesta a la sentencia del juicio del procés. Fue formada en agosto de 2019, presentándose públicamente antes y durante la diada de ese año. Desde la publicación de la sentencia el 14 de octubre de 2019, impulsa junto a otros grupos y entidades protestas masivas, en Cataluña principalmente. También se ha tratado de operar en otras comunidades autónomas, como el País Vasco (Euskal Tsunami).Utiliza el ciberactivismo en las redes sociales como principal medio de comunicación.El magistrado García Castellón intentó unir los disturbios públicos de Tsunami Democrático con presuntos delitos de terrorismo en la Audiencia Nacional, pero la causa fue finalmente archivada por no cumplir los plazos.Este caso se tomó desde el independentismo como un acto de "persecución".

## Objetivos
Según han manifestado en entrevistas y comunicados, sus objetivos son la libertad de presos, exiliados y represaliados; la defensa de derechos fundamentales y la autodeterminación de Cataluña. 
En un comunicado posterior a la sentencia del Juicio a los líderes del proceso independentista catalán, leído por Pep Guardiola, defendían los derechos de reunión y manifestación, libertad de expresión y el derecho a un juicio justo. También la realización de un referéndum de independencia similar al de Quebec o Escocia, y hacían un llamamiento a la comunidad internacional a posicionarse por una «resolución del conflicto basada en el diálogo y el respeto». 
Según se definen, defienden la desobediencia civil y la  no violencia.

## Historia

### Presentación
El movimiento se presentó en las redes sociales el 2 de septiembre de 2019 e hizo público un manifiesto. Según este manifiesto, el objetivo de la iniciativa es impulsar una campaña de movilización basada en la "lucha no-violenta" y la "desobediencia civil" para reaccionar a la sentencia del Tribunal Supremo de España sobre el referéndum de independencia de Cataluña del primero de octubre de 2017. Desde el primer día, el proyecto tuvo la complicidad de todos los partidos independentistas y entidades, y varios dirigentes políticos como Carles Puigdemont y Oriol Junqueras hicieron difusión vía Twitter.

### Acciones

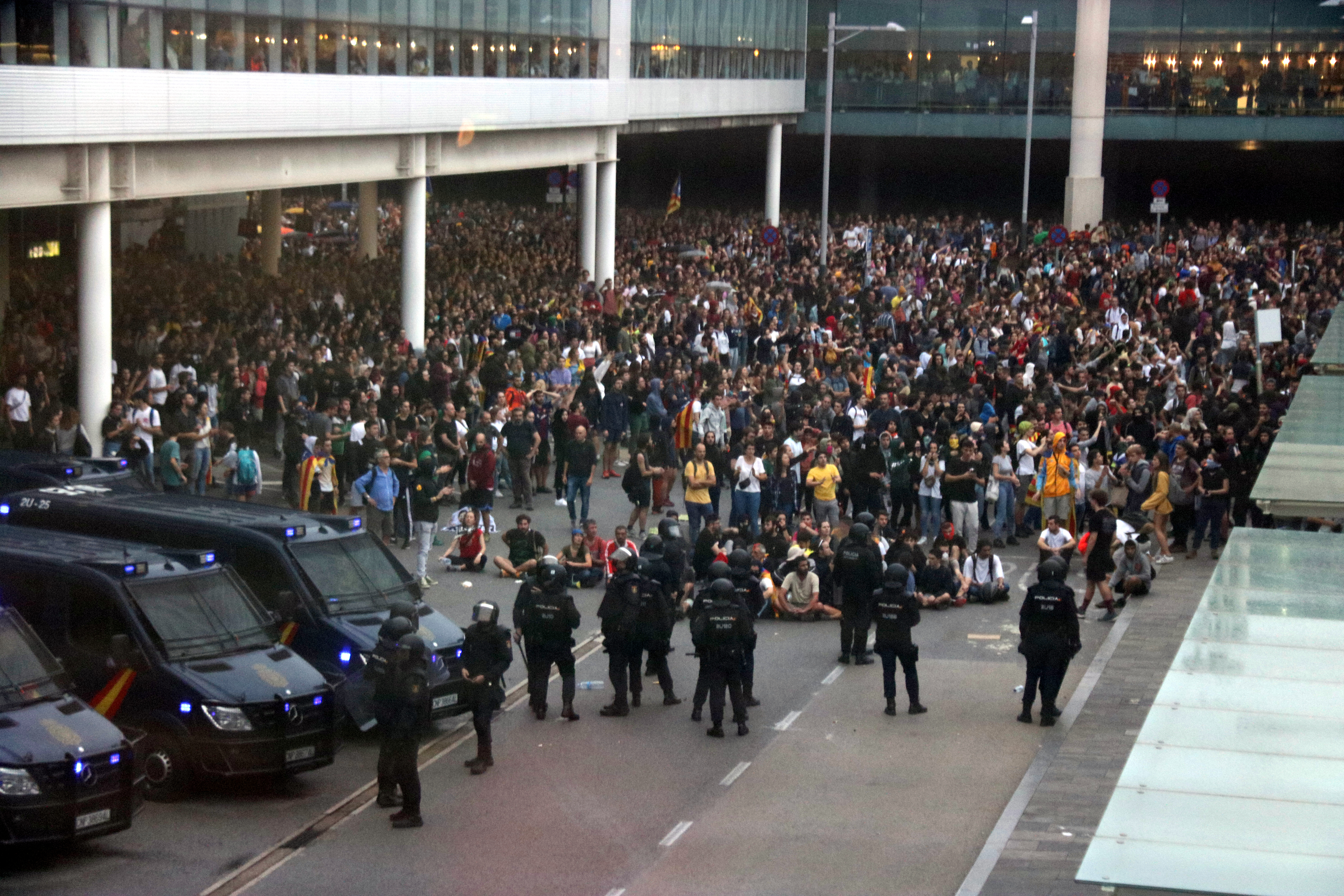
Bloqueo del aeropuerto de Barcelona en las protestas catalanas de 2019.

- La noche del 4 de septiembre de 2019, la plataforma colgó hasta 15.000 carteles en Cataluña y desplegó más de una decena de pancartas en lugares emblemáticos de varias ciudades de la región, como Lérida, Tarragona, Gerona, Tortosa, Tarrasa y Barcelona, con el lema «Cambiemos el estado de las cosas».[14] Durante la Diada de 2019, desplegaron dos carteles en las torres venecianas de la Plaza de España de Barcelona.[15]
- Los días 25 y 26 de septiembre de 2019, activistas de Tsunami Democrático ocuparon oficinas de Caixabank de diferentes municipios catalanes con pancartas que decían «Esta empresa financia la represión».[16][17] El 27 de septiembre, una treintena de personas se sentaron durante más de una hora en la tienda de atención al cliente de Iberdrola de la calle Mallorca de Barcelona con carteles con el mismo mensaje.[18]
- El 14 de octubre de 2019, con la publicación de la sentencia a los líderes independentistas encarcelados, el Tsunami Democrático hizo un llamamiento a través de Telegram y Twitter para bloquear el Aeropuerto Josep Tarradellas Barcelona-El Prat.[19] Provocaron graves disturbios públicos, destrozos, intentaron asaltar la zona internacional del aeropuerto y se vieron interrumpidos y cancelados más de 100 vuelos.[20]
- El día 9 de noviembre, jornada de reflexión de las elecciones generales, convocaron todo tipo de actos de desobediencia en diferentes pueblos y ciudades de Cataluña. En Barcelona prepararon un concierto en la plaza Universidad.[21]
- El 11 de noviembre de 2019, al día siguiente de las elecciones generales, convocaron una movilización para cortar la autopista AP-7 en la frontera francesa, en Le Perthus, cerca de La Junquera.[22] Fue la primera vez que la convocatoria se realizó mediante su aplicación para móviles. Este corte se prolongó durante 30 horas desde el lunes 11 por la mañana hasta primera hora de la tarde del día siguiente.[23]
- El día 12, después de que los antidisturbios franceses CRS les desalojaran, cortaron la AP-7 a la altura de Girona. Además, convocaron una marcha lenta en la autopista AP-8, en la frontera del País Vasco con Francia a la altura de Behobia que se prolongó por cuatro horas y provocó colas de hasta dieciséis kilómetros.[24]

El grupo ha mostrado apoyo a la ocupación de edificios gubernamentales[cita requerida] y otros actos de protesta, que fueron condenados por el gobierno de España[cita requerida]. Las acciones del grupo tienen ciertas similitudes con las protestas en Hong Kong de 2019, que también ocuparon un aeropuerto clave. El grupo también usó un lenguaje similar al de los manifestantes de Hong Kong, instando a los manifestantes a «sumarse como gotas de agua».

### Origen e identidad
La identidad del grupo es desconocida ya que ninguno de los miembros del grupo ha mostrado públicamente su identidad desde su aparición pública en septiembre de 2019. Sin embargo, el grupo insiste en que no tiene vínculos con otros grupos o partidos políticos independentistas en Cataluña, afirmando que su nombre se deriva de una expresión utilizada por el líder independentista catalán indultado Jordi Cuixart. TD asegura seguir una doctrina estricta de no violencia, en su lugar abogaba por la desobediencia civil masiva.
La publicación suiza Le Temps, junto con la prensa española, alegó que el movimiento se fundó a fines de agosto de 2019 después de una reunión en el campo de Ginebra. Presuntamente asistieron líderes del movimiento independentista catalán, incluido el presidente catalán Quim Torra y su predecesor Carles Puigdemont, así como dos políticos suizos que apoyaron la idea del separatismo catalán. La Associated Press, por otro lado, fijó la creación del grupo en condiciones similares en julio de 2019 con el respaldo de los principales funcionarios independentistas.

## Medios de comunicación

### Aplicación de protesta
Tsunami creó una aplicación móvil, que se lanzó como una carga lateral para dispositivos como Android. La aplicación organiza y moviliza pequeños grupos de seguidores localizados para llevar a cabo actos de protesta en todo el territorio de la comunidad española de Cataluña. Se ha manifestado que Tsunami Democrático vigila y da instrucciones a manifestantes individuales o grupos, al tiempo que afirma que la ubicación del usuario es aproximada y ofuscada para evitar el seguimiento de las fuerzas del orden. También requería que el usuario lo activara escaneando un código QR, una medida destinada a limitar la activación a "etapas" para evitar la infiltración de las autoridades gubernamentales. Por la misma razón, los usuarios solo pueden invitar a otra persona a la aplicación, e incluso los usuarios invitados y activados con éxito solo pueden ver protestas en sus inmediaciones. El grupo anunció que tenía 15,000 activaciones exitosas de códigos QR al 17 de octubre, 3 días después del comienzo de las protestas.

### Canal de Telegram
El canal de Tsunami Democrático en Telegram es uno de los más suscritos en España y su principal vía de comunicación masiva. El 7 de octubre el colectivo alcanzó los 56.000 suscriptores y 100 mil al 8 de dicho mes. Su rápido crecimiento hizo que para el 14 de ese mes la cantidad alcance entre los 130 y 150 mil seguidores. Para la quincena de noviembre superó los 200 mil y a inicios de noviembre superó los 400 mil. Además del principal, se creó un canal para facilitar la descarga de la aplicación.

## Procesamiento judicial

### Investigación por presunto terrorismo
La gran movilización que convocó Tsunami Democrático en Cataluña en 2019 provocó graves disturbios públicos que originalmente se investigaron como presuntos delitos de terrorismo por el Juzgado Central de Instrucción número 6 de la Audiencia Nacional.El caso, sin embargo, se archivó en julio de 2024 después del varapalo de la Audiencia Nacional anulando todo lo instruido desde julio de 2021 por diligencia extemporánea del caso.El recurso a las graves irregularidades lo interpuso la dirigente de ERC Marta Molina. El secretario general de Junts, Jordi Turull, criticó la "insolvencia" del instructor García Castellón, considerando que la causa fue una "persecución del independentismo".El caso se rebaja de presuntos delitos de terrorismo a desórdenes públicos.

### Bloqueo de webs
El 18 de octubre de 2019, el juez Manuel García-Castellón que lleva la causa de la Operación Judas, ordenó a las grandes teleoperadoras que operan en España el bloqueo de las URL de Tsunami. Posteriormente Tsunami publicó instrucciones sobre cómo «evitar la censura española».

### Aplicación
Los graves disturbios públicos y los actos de desinformación provocaron que la Audiencia Nacional ordenara el bloqueo de todo acceso a la aplicación ante indicios de terrorismo por parte de TD.
Repositorio de GitHub
El Gobierno solicitó la eliminación de la aplicación Tsunami Democràtic del repositorio de software GitHub. De esta forma España se unía a la Federación de Rusia y a la República Popular China en enviar una solicitud de censura de cuentas a GitHub por motivos de manifestaciones antigubernamentales.
Inicialmente GitHub cumplió con la petición española, aunque a raíz de una denuncia de Pirates de Catalunya ante el Tribunal de Justicia de la Unión Europea, vuelve a estar accesible.

### Identidad
El ministro del Interior, Fernando Grande-Marlaska, declaró que se había iniciado una investigación con el objetivo de descubrir a las personas detrás del grupo.
Según los informes, se estaba investigando si Carles Puigdemont estaba o no detrás del grupo. El grupo se negó a comentar sobre la acusación, mientras que Puigdemont declaró que no sabía quiénes eran los organizadores de Tsunami.